# Ville-le-Marclet
Ville-le-Marclet är en kommun i departementet Somme i regionen Hauts-de-France i norra Frankrike. Kommunen ligger i kantonen Picquigny som tillhör arrondissementet Amiens. År 2022 hade Ville-le-Marclet 464 invånare.

## Befolkningsutveckling
Antalet invånare i kommunen Ville-le-Marclet
| Referens: INSEE |